# Emil Rached
Emil Assad Rached (* 20. Juni 1943 in Vera Cruz, SP; † 15. Oktober 2009 in Campinas) war ein brasilianischer Basketballspieler und Schauspieler. Bei einer Körpergröße von 2,20 m spielte er auf der Position des Centers.

## Leben
Er war von 1964 bis 1980 bei der Basketballmannschaft des Clubs Palmeiras São Paulo tätig. Von 1966 bis 1971 war er Mitglied der brasilianischen Basketballnationalmannschaft und nahm 1967 an der FIBA Weltmeisterschaft teil und gewann mit der Mannschaft die Bronzemedaille. Bei den Panamerikanischen Spielen 1971 erklomm er mit der Mannschaft den Ersten Platz. Insgesamt erzielte er 114 Punkte in 18 Spielen für Brasilien in offiziellen Wettbewerben.
1977, 1978 und 1982 hatte Rached einige Rollen in Fernsehkomödien, wobei immer wieder auf seine Größe angespielt wurde. Seit 2003 arbeitete als Handelsvertreter. Er starb im Krankenhaus Barão Geraldo nach einer Lungenembolie und vier Herzstillständen.